# Élections fédérales canadiennes de 2000
Les élections fédérales canadiennes de 2000 se déroulent le 27 novembre 2000 dans le but d'élire les 301 députés de la 37e législature de la Chambre des communes du Canada.
Le Parti libéral du Canada au pouvoir remporte facilement un troisième mandat majoritaire consécutif, comme prévu lors du déclenchement de l'élection en octobre et à travers la campagne. Cette élection est considérée comme un grand succès pour le premier ministre Jean Chrétien et le Parti libéral mais un échec pour tous les autres partis. Sans enjeux importants ni de campagne passionnante, les taux de participation chutent à 64,1 %, un plancher jamais atteint auparavant.

## Campagne
Le Parti libéral fait campagne sur son bilan économique solide et ses sept ans au pouvoir relativement dénués de scandales. Ils refont quelques gains dans les Provinces de l'Atlantique où ils avaient essuyé des pertes majeures au profit du NPD et du Parti progressiste-conservateur dans l'élection de 1997, en bonne partie à cause de changements à l'assurance-emploi qui défavorisaient les travailleurs saisonniers. Au Québec, les libéraux parviennent également à récolter près de la moitié des circonscriptions de la province aux dépens du Bloc québécois. En tout, les libéraux augmentent leur représentation aux communes, de 155 sièges à 172.
L'Alliance canadienne se lance dans l'élection avec de grands espoirs. On s'attend à ce que le nouveau chef Stockwell Day séduise beaucoup l'électorat ontarien, crucial, et le parti espère faire des gains importants. L'Alliance fait campagne sur une plate-forme prônant des baisses d'impôts, l'abolition du registre fédéral des armes à feu, et les valeurs familiales. La campagne est toutefois freinée par des accusations d'un « agenda caché » selon lequel ils permettraient l'existence d'un système de santé « à deux vitesses » (un système privé fonctionnant en parallèle avec le système public) ; on les accuse aussi de menacer les droits des homosexuels et à l'avortement ; le parti nie toutes ces accusations. L'image publique de Day souffre, principalement à cause de gaffes commises au cours de la campagne. À la fin, l'Alliance ne remporte que deux circonscriptions en Ontario. Ceci contribue à l'éjection de Day l'année suivante. À un moment de la campagne, l'Alliance récolte 30,5 % d'appuis dans les sondages, et certains pensent même qu'ils pourraient remporter la victoire. Ces attentes ne se concrétisent pas, mais ils gardent leur statut d'Opposition officielle et augmentent de six sièges leur représentation aux communes, de 60 à 66.
Le Bloc québécois ne parvient pas à maintenir de l'intérêt, et Gilles Duceppe, malgré de bonnes performances lors des débats, voit sa campagne s'essouffler. Le parti perd six sièges dans l'élection, passant de 44 à 38 aux communes.
Le Nouveau Parti démocratique fait une campagne intense sur la question du système de santé, mais ne parvient pas à séduire l'électorat. Leur nombre de sièges tombe de 21 à 13. Toutefois, leurs appuis demeurent forts au Canada atlantique, surtout en Nouvelle-Écosse, où leurs appuis sont traditionnellement plutôt faibles.
Le Parti progressiste-conservateur du Canada vise à retrouver sa place traditionnelle dans la politique canadienne sous la direction de l'ancien premier ministre Joe Clark. L'élection est toutefois une déception : ils tombent de 20 à 12 sièges et sont presque entièrement confinés aux provinces maritimes et Terre-Neuve-et-Labrador. Le Parti remporte les 12 sièges nécessaires au statut de parti officiel aux communes ; un échec de ce côté aurait marginalisé le parti et probablement conduit à un déclin plus rapide.

### Soutiens de la presse
| Titre              | En 1997    | En 1997    | En 2000 | En 2000             |
| ------------------ | ---------- | ---------- | ------- | ------------------- |
| Le Devoir          |            | Bloc       |         | Bloc (au Québec),   |
| Le Devoir          | PC (sinon) | Bloc       |         |                     |
| Le Droit           |            | Libéral    |         | Libéral (min.),     |
| Le Soleil          |            | Libéral    |         | Aucun,              |
| La Presse          |            | Libéral    |         | Libéral             |
| The Gazette        |            | Libéral    |         | Libéral             |
| The Globe and Mail |            | PC         |         | Libéral             |
| Toronto Star       |            | Libéral    |         | Libéral             |
| National Post      | Inexistant | Inexistant |         | Alliance canadienne |

Les soutiens de la presse varient peu par rapport aux élections précédentes, mais la plupart des journaux francophones soutiennent l'élection d'un gouvernement minoritaire (Le Devoir, Le Droit et Le Soleil). Le journal The Gazette maintient son soutien aux libéraux, mais à contre-cœur, ayant souhaité que Jean Chrétien cède sa place après plus de 7 ans de mandat. The Globe and Mail appuie le Parti libéral, après avoir soutenu le Parti progressiste-conservateur en 1997, mais indique dans son éditorial souhaiter la démission prochaine de Jean Chrétien et son remplacement par Paul Martin.

## Sondages
Le Parti libéral du Canada maintient une nette avance dans tous les sondages publiés entre les élections fédérales de 1997 et de 2000. Les sondages connaissent peu de variations sur la période si ce n'est une brève remontée du Parti progressiste-conservateur à la mi-1999 (après l'élection de Joe Clark comme chef en novembre 1998) qui atteint les 20 % d'intentions de votes, devant le Parti réformiste qui stagne autour de 10 %. Cette remontée s'annule en 2000 lorsque le Parti réformiste est remplacé par l'Alliance canadienne.
| |
| La ligne pointillée désigne le début de la campagne électorale.                                                                                     |
| - Parti libéral du Canada - Alliance canadienne (2000-2000) - Parti progressiste-conservateur - Bloc québécois - NPD - Parti réformiste (1997-2000) |

## Résultats

### Dans le pays
|                                                                                 |                           |                       |                     |        |         |        |            |               |         |         |
| Parti                                                                           | Parti                     | Chef                  | Nombre de candidats | Sièges | Sièges  | Sièges | Sièges     | Voix          | Voix    | Voix    |
| Parti                                                                           | Parti                     | Chef                  | Nombre de candidats | 1997   | Dissol. | Élus   | Diff.      | Nombre absolu | %       | Diff.   |
|                                                                                 | Libéral                   | Jean Chrétien         | 301                 | 155    | 161     | 172    | +17        | 5 252 031     | 40,85 % | +2,39 % |
|                                                                                 | Alliance canadienne       | Stockwell Day         | 298                 | 60     | 58      | 66     | +6         | 3 276 929     | 25,49 % | +6,13 % |
|                                                                                 | Bloc québécois            | Gilles Duceppe        | 75                  | 44     | 44      | 38     | -6         | 1 377 727     | 10,72 % | +0,04 % |
|                                                                                 | NPD                       | Alexa McDonough       | 298                 | 21     | 19      | 13     | -8         | 1 093 868     | 8,51 %  | -2,54 % |
|                                                                                 | Progressiste-conservateur | Joe Clark             | 291                 | 20     | 15      | 12     | -8         | 1 566 998     | 12,19 % | -6,65 % |
|                                                                                 | Parti vert                | Joan Russow           | 111                 | -      | -       | -      | -          | 104 402       | 0,81 %  | +0,38 % |
|                                                                                 | Marijuana                 | Marc-Boris St-Maurice | 73                  | *      | -       | -      | *          | 66 258        | 0,52 %  | *       |
|                                                                                 | Action canadienne         | Paul Hellyer          | 70                  | -      | -       | -      | -          | 27 103        | 0,21 %  | +0,08 % |
|                                                                                 | Loi naturelle             | Neil Paterson         | 69                  | -      | -       | -      | -          | 16 577        | 0,13 %  | -0,16 % |
|                                                                                 | Marxiste-léniniste        | Sandra L. Smith       | 84                  | -      | -       | -      | -          | 12 068        | 0,09 %  | -       |
|                                                                                 | Communiste                | Miguel Figueroa       | 52                  | *      | -       | -      | *          | 8 776         | 0,07 %  | *       |
|                                                                                 | Indépendant               | Indépendant           | 29                  | 1      | 4       | -      | -100 %     | 17 445        | 0,14 %  | -0,32 % |
|                                                                                 | Aucune appartenance       | Aucune appartenance   | 57                  | -      | -       | -      | -          | 37 591        | 0,29 %  | +0,28 % |
|                                                                                 | Vacant                    | Vacant                | Vacant              | Vacant | -       |        |            |               |         |         |
| Total                                                                           | Total                     | 1 808                 | 301                 | 301    | 301     | -      | 12 997 185 | 100 %         | -       |         |
| Sources : http://www.elections.ca — Historique des circonscriptions depuis 1867 |                           |                       |                     |        |         |        |            |               |         |         |

Notes :
- "% Diff." indique la différence avec les résultats de l'éleciton précédente
- Le parti n'a pas présenté de candidats lors de l'élection précédente

### Par province
| Parti                                 | Parti                     | Parti          | C-B  | AB   | SK   | MB   | ON   | QC   | N-B  | N-É  | ÎPE  | TNL  | NU   | TNO  | YK   | Total |
| ------------------------------------- | ------------------------- | -------------- | ---- | ---- | ---- | ---- | ---- | ---- | ---- | ---- | ---- | ---- | ---- | ---- | ---- | ----- |
|                                       | Libéral                   | Sièges :       | 5    | 2    | 2    | 5    | 100  | 36   | 6    | 4    | 4    | 5    | 1    | 1    | 1    | 172   |
|                                       | Libéral                   | Voix :         | 27,7 | 20,9 | 20,7 | 32,5 | 51,5 | 44,2 | 41,7 | 36,5 | 47,0 | 44,9 | 69,0 | 45,3 | 32,9 | 40,8  |
|                                       | Alliance canadienne       | Sièges :       | 27   | 23   | 10   | 4    | 2    | -    | -    | -    | -    | -    |      | -    | -    | 66    |
|                                       | Alliance canadienne       | Voix :         | 49,4 | 58,9 | 47,7 | 30,4 | 23,6 | 6,7  | 15,7 | 9,6  | 5,0  | 3,9  |      | 17,6 | 27,0 | 25,5  |
|                                       | Bloc québécois            | Sièges :       |      |      |      |      |      | 38   |      |      |      |      |      |      |      | 38    |
|                                       | Bloc québécois            | Voix :         |      |      |      |      |      | 39,9 |      |      |      |      |      |      |      | 10,7  |
|                                       | NPD                       | Sièges :       | 2    | -    | 2    | 4    | 1    | -    | 1    | 3    | -    | -    | -    | -    | -    | 13    |
|                                       | NPD                       | Voix :         | 11,3 | 5,4  | 26,2 | 20,9 | 8,3  | 1,8  | 11,7 | 24,0 | 9,0  | 13,1 | 18,3 | 26,9 | 32,1 | 8,5   |
|                                       | Progressiste-conservateur | Sièges :       | -    | 1    | -    | 1    | -    | 1    | 3    | 4    | -    | 2    | -    | -    | -    | 12    |
|                                       | Progressiste-conservateur | Voix :         | 7,3  | 13,5 | 4,8  | 14,5 | 14,4 | 5,6  | 30,5 | 29,1 | 38,4 | 34,5 | 8,1  | 10,1 | 7,6  | 12,2  |
| Total sièges :                        | Total sièges :            | Total sièges : | 34   | 26   | 14   | 14   | 103  | 75   | 10   | 11   | 4    | 7    | 1    | 1    | 1    | 301   |
| Partis n'ayant remporté aucun siège : |                           |                |      |      |      |      |      |      |      |      |      |      |      |      |      |       |
|                                       | Parti vert                | Voix :         | 2,1  | 0,5  | 0,4  | 0,2  | 0,9  | 0,6  |      | 0,1  | 0,3  |      | 4,5  |      |      | 0,8   |
|                                       | Marijuana                 | Voix :         | 0,7  | 0,2  |      | 0,1  | 0,3  | 1,0  | 0,1  | 0,4  |      |      |      |      |      | 0,5   |
|                                       | Action canadienne         | Voix :         | 0,8  | 0,1  | 0,2  | 0,2  | 0,2  |      |      |      |      |      |      |      |      | 0,2   |
|                                       | Loi naturelle             | Voix :         | 0,1  |      |      |      | 0,1  | 0,3  | 0,2  |      | 0,1  | 0,1  |      |      |      | 0,1   |
|                                       | Marxiste-léniniste        | Voix :         | 0,1  |      |      |      | 0,1  | 0,2  |      | 0,1  |      |      |      |      |      | 0,1   |
|                                       | Communiste                | Voix :         | 0,1  |      |      | 0,3  | 0,1  | 0,1  |      |      |      |      |      |      |      | 0,1   |
|                                       | Autre                     | Voix :         | 0,4  | 0,4  |      | 1,0  | 0,6  | 0,2  |      | 0,2  | 0,1  | 4,4  |      |      | 0,4  | 0,4   |

Source : Élections Canada
Remarques :
- Nombre de partis : 11
  - Première élection : Parti marijuana
  - Retour après absence : Parti communiste du Canada
  - Dernière élection : Parti de la loi naturelle du Canada, Parti progressiste-conservateur du Canada
  - Unique élection : Alliance réformiste conservatrice canadienne

### 10 circonscriptions les plus serrées
1. Champlain, QC : Marcel Gagnon (BQ) défait Julie Boulet (lib.) par 15 voix

2. Laval-Centre, QC : Madelein Dalphond-Gurial (BQ) défait Pierre Lafleur (lib.) par 42 voix

3. Leeds—Grenville, ON : Joe Jordan (lib.) défait Gord Brown (CA) par 55 voix

4. Saskatoon—Rosetown—Biggar, SK : Carol Skelton (CA) défait Dennis Gruending (NPD) par 68 voix

5. Yukon, YK : Larry Bagnell (lib.) défait Louise Hardy (NPD) par 70 voix

6. Tobique—Mactaquac, NB : Andy Savoy (lib.) défait Gilles Bernier (PC) par 150 voix

7. Regina—Lumsden—Lake Centre, SK : Larry Spencer (AC) défait John Solomon (NPD) par 161 voix

8. Regina—Qu'Appelle, SK : Lorne Nystrom (NPD) défait Don Leier (AC) par 164 voix

9. Palliser, SK : Dick Proctor (NPD) défait Don Findlay (AC) par 209 voix

10. Matapédia—Matane, QC : Jean-Yves Roy (BQ) défait Marc Bélanger (lib.) par 276 voix

10. Cardigan, ÎPE : Lawrence MacAulay (lib.) défait Kevin MacAdam (PC) par 276 voix